# Rhopalomyia
Rhopalomyia es un género de mosquitas de la familia Cecidomyiidae. Hay por lo menos 220 especies descritas en Rhopalomyia.

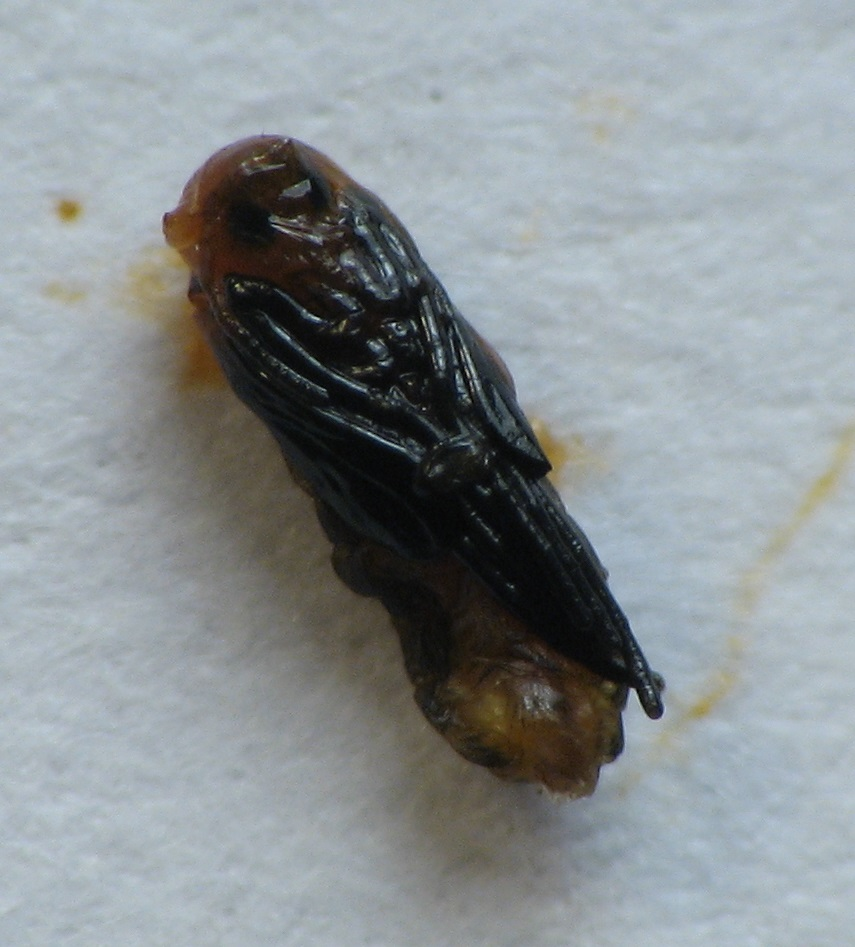
Rhopalomyia clarkei pupa